# Neil Aggett
Neil Hudson Aggett, född den 6 oktober 1953 i Nanyuki, Kenya, död den 5 februari 1982 i Johannesburg, var en sydafrikansk läkare, fackföreningsledare och aktivist som arbetade mot apartheid. Han var den första vita sydafrikanen att dö i fångenskap sedan 1963 då han dog i fängelset John Vorster Square i Johannesburg där han satt för sitt arbete i fackrörelsen. Enligt uppgift från myndigheterna hängde han sig i sin halsduk, men enligt en senare utredning avled han av polisens tortyr.